# Bare-faced Messiah: The True Story of L. Ron Hubbard
«Bare-faced Messiah: The True Story of L. Ron Hubbard» (рус. Истинное лицо Мессии: настоящая история Рона Хаббарда) — посмертная биография основателя саентологии Л.Р. Хаббарда, написанная британским журналистом Расселом Миллером.
Рассел Миллер — журналист Sunday Times, написавший биографии Хью Марстона Хефнера и Жана Поля Гетти. На сбор информации и написание этой книги у него ушло два года.

## Синопсис
Книга занимает критическую позицию, оспаривая официальную биографию Хаббарда в изложении Церкви саентологии.
Охватывая период от рождения до смерти ЛРХ, книга описывает время, когда Хаббард приобрел известность как фантаст, его военную карьеру, возвышение дианетики и саентологии, его жизнь в Морской организации со своими последователями и время, когда он скрывался от закона.
Книга содержит 378 примечаний и ссылок, включая интервью, судебные и государственные документы, собственные записи Рона.

## Реакция Церкви саентологии

### Преследование автора и издателей
Во время работы над книгой в США за Миллером велась слежка. Его друзья и бизнес-партнеры также удостоились визитов враждебно настроенных саентологов и частных детективов. Была предпринята попытка обвинить его в убийстве английского частного детектива, убийстве американского певца Дина Рида в Восточном Берлине и в поджоге авиазавода.
Руководители высшего звена издательства Майкла Джозефа и Sunday Times, которые печатали книгу, получали телефонные звонки с угрозами, а также их посетил частный сыщик Юджин Инграм, который работал на саентологов.
Другой частный сыщик, Ярл Грейви Эйнар Циневулф (англ. Jarl Grieve Einar Cynewulf), рассказал журналистам Sunday Times, что ему предлагали «большие деньги» для поиска связи Миллера с ЦРУ.

### Судебные тяжбы
Поняв, что угрозы и запугивание не помешают публикации книги, саентологи начали искать возможности запретить публикацию как нарушающую авторское право.
В Великобритании они подали иск на Рассела Миллера и Penguin Books Ltd, утверждая, что фотография Рона Хаббарда на суперобложке вводит в заблуждение. Судья Винелотт отклонил иск, назвав его «хулиганской и неправильной» попыткой задушить критику. Это решение было подтверждено в апелляционной инстанции.
В аналогичном иске в Канаде также было отказано, а иск в Австралии был снят.
Адвокаты саентологов грозились подать иски в пятидесяти странах.
В деле против американского издателя Генри Хольта было установлено нарушение авторских прав и публикация была остановлена.

## Отзывы
Мартином Гарднером в обзоре научного журнала Nature книга Миллера названа «превосходной, тщательно документированной биографией» и выражено согласие с оценкой Хаббарда, как патологического лжеца.
Религиовед Джон Гордон Мелтон утверждает, что наряду с книгой Religion Inc. книга Миллера лучшая из книг, изданных критиками саентологии. Однако он указывает на то, что Церковь саентологии «подготовила заявления с указанием фактических ошибок и упущений» Согласно Мелтону, ценность книги Миллера снижается из-за того, что в ней отсутствует описание ранней истории саентологии.
Sunday Times описывает книгу как «прекрасно написанную, хорошо документированную и могущую повлечь за собой большое кропотливое исследование.»
Еженедельник New Statesman похвалил Истинное лицо Мессии как доступно написанное и тщательное исследование, но критиковал за то, что книга не показывает, что же находят люди в Саентологии.
Oregon Law Review описала её как «увлекательную биографию спорного общественного деятеля.»
Писатель и историк Малис Рутвен в Times Literary Supplement отметил, что Миллер «не навязывает тезисы своим читателям, предоставляя им самим делать выводы из фактов, которые он предоставил.» Он назвал как сильной так и слабой стороной книги то, что она оставляет открытым вопрос, являлся ли Хаббард преднамеренным лжецом или искренне заблуждался. Он также выразил разочарование, что Миллер не объяснил, как Хаббард достиг такого признания, но похвалил автора за кропотливую работу по отделению фактов от лжи.
Детский писатель и критик Патрик Кэтлин в обзоре еженедельника The Spectator рекомендовал книгу «безоговорочно», назвав её «жестоким исследованием мегаломании»